# Fusarium oxysporum
Espèce
Fusarium oxysporum est une espèce de champignons ascomycètes de la famille des Nectriaceae.
Comme c'est le cas de tous les Fusarium, il s'agit de la forme de reproduction asexuée d'un ascomycète, mais son téléomorphe est inconnu.
Fusarium oxysporum est un complexe d'espèces telluriques, ubiquistes, parasites de plantes, comprenant de nombreuses formae speciales (f. sp.), qui infectent collectivement plus de 100 hôtes différents, provoquant des pertes économiques importantes chez de nombreuses plantes cultivées comme le bananier, le cotonnier, le melon, la tomate, etc.
Une variété australienne est capable de dissoudre l'or de la roche et de le concentrer dans son mycelium, ce qui ouvre des perspectives en matière de prospection. 

## Incidences
Sur plantes Fusarium oxysporum, ou ses formes spécialisées, sont responsables de diverses maladies, la principale étant le flétrissement vasculaire caractérisée par un flétrissement des plantes dû à l'envahissement des vaisseaux du xylème par le pathogène.
Diverses tentatives d'utilisation de F. oxysporum comme mycoherbicide ont été faites (agent vert).
F. oxysporum est considérée comme la seconde espèce de Fusarium responsable d'infections chez l'homme (après F. solani)

## Taxinomie

### Synonymes
Selon Catalogue of Life (1 octobre 2014) :	
- Cylindrophora albedinis Kill. & Maire 1930,
- Fusarium albedinis (Kill. & Maire) Malençon 1934,
- Fusarium albidoviolaceum Dasz. 1912,
- Fusarium angustum Sherb. 1915,
- Fusarium apii P.E. Nelson & Sherb. 1937,
- Fusarium asclerotium (Sherb.) Wollenw. 1916,
- Fusarium asparagi Briard 1890,
- Fusarium aurantiacum Corda 1829,
- Fusarium batatas Wollenw. 1914,
- Fusarium blasticola Rostr. 1895,
- Fusarium bulbigenum Cooke & Massee 1887,
- Fusarium carthami Klis. & Houston,
- Fusarium cepae Hanzawa 1914,
- Fusarium conglutinans Wollenw. 1913,
- Fusarium cubense E.F. Sm. 1910,
- Fusarium cucumerinum Berk. & Broome 1876,
- Fusarium dianthi Prill. & Delacr. 1899,
- Fusarium eucalypti Cooke & Harkn. 1881,
- Fusarium lagenariae (Schwein.) Sacc. 1886,
- Fusarium lini Bolley 1901,
- Fusarium lutulatum Sherb. 1915,
- Fusarium lycopersici (Sacc.) Wollenw. 1913,
- Fusarium lycopersici Bruschi 1912,
- Fusarium lycopersici Sacc. 1881,
- Fusarium niveum E.F. Sm. 1894,
- Fusarium orthoceras Appel & Wollenw. 1910,
- Fusarium perniciosum Hepting 1939,
- Fusarium spinaciae Sherb. 1923 (synonyme)
- Fusarium tracheiphilum E.F. Sm. 1899,
- Fusarium trifolii Jacz. 1912,
- Fusarium vasinfectum G.F. Atk. 1892,
- Fusarium zonatum (Sherb.) Wollenw. 1916,
- Fusidium udum E.J. Butler,
- Fusisporium lagenariae Schwein. 1832,
- Fusoma blasticola (Rostr.) Sacc. & Traverso 1911,
- Fusoma pini Hartig.

### Liste des espèces, variétés et formes spéciales
Selon NCBI (1 octobre 2014) :
- forme Fusarium oxysporum f. cubense
- forme Fusarium oxysporum f. cucumerinum
- forme Fusarium oxysporum f. gladioli
- forme Fusarium oxysporum f. melongenae
- forme Fusarium oxysporum f. perniciosum
- forme Fusarium oxysporum f. tuberosi
- variété Fusarium oxysporum var. meniscoideum
- variété Fusarium oxysporum var. redolens
- forme Fusarium oxysporum f. sp. aechmeae
- forme Fusarium oxysporum f. sp. albedinis
- forme Fusarium oxysporum f. sp. allii
- forme Fusarium oxysporum f. sp. AP-2012
- forme Fusarium oxysporum f. sp. apii
- forme Fusarium oxysporum f. sp. arctii
- forme Fusarium oxysporum f. sp. asparagi
- forme Fusarium oxysporum f. sp. basilici
- forme Fusarium oxysporum f. sp. batatas
- forme Fusarium oxysporum f. sp. benincasae
- forme Fusarium oxysporum f. sp. betae
- forme Fusarium oxysporum f. sp. bouvardiae
- forme Fusarium oxysporum f. sp. bulbigenum
- forme Fusarium oxysporum f. sp. callistephi
- forme Fusarium oxysporum f. sp. canariensis
- forme Fusarium oxysporum f. sp. cannabis
- forme Fusarium oxysporum f. sp. capsici
- forme Fusarium oxysporum f. sp. carthami
- forme Fusarium oxysporum f. sp. cassiae
- forme Fusarium oxysporum f. sp. cattleyae
- forme Fusarium oxysporum f. sp. cepae
- forme Fusarium oxysporum f. sp. chrysanthemi
- forme Fusarium oxysporum f. sp. ciceris
- forme Fusarium oxysporum f. sp. colocasiae
- forme Fusarium oxysporum f. sp. conglutinans
- forme Fusarium oxysporum f. sp. cucurbitacearum
- forme Fusarium oxysporum f. sp. cumini
- forme Fusarium oxysporum f. sp. cyclaminis
- forme Fusarium oxysporum f. sp. delphinii
- forme Fusarium oxysporum f. sp. dianthi
- forme Fusarium oxysporum f. sp. elaeidis
- forme Fusarium oxysporum f. sp. erythroxyli
- forme Fusarium oxysporum f. sp. eustomae
- forme Fusarium oxysporum f. sp. fabae
- forme Fusarium oxysporum f. sp. foetens
- forme Fusarium oxysporum f. sp. fragariae
- forme Fusarium oxysporum f. sp. gerberae
- forme Fusarium oxysporum f. sp. glycines
- forme Fusarium oxysporum f. sp. GO-2012
- forme Fusarium oxysporum f. sp. hebes
- forme Fusarium oxysporum f. sp. heliotropii
- forme Fusarium oxysporum f. sp. koae
- forme Fusarium oxysporum f. sp. lactucae
- forme Fusarium oxysporum f. sp. lagenariae
- forme Fusarium oxysporum f. sp. lentis
- forme Fusarium oxysporum f. sp. lilii
- forme Fusarium oxysporum f. sp. lini
- forme Fusarium oxysporum f. sp. loti
- forme Fusarium oxysporum f. sp. luffae
- forme Fusarium oxysporum f. sp. lupini
- forme Fusarium oxysporum f. sp. lycopersici
- forme Fusarium oxysporum f. sp. matthiolae
- forme Fusarium oxysporum f. sp. medicaginis
- forme Fusarium oxysporum f. sp. melonis
- forme Fusarium oxysporum f. sp. momordicae
- forme Fusarium oxysporum f. sp. narcissi
- forme Fusarium oxysporum f. sp. nelumbicola
- forme Fusarium oxysporum f. sp. niveum
- forme Fusarium oxysporum f. sp. opuntiarum
- forme Fusarium oxysporum f. sp. palmarum
- forme Fusarium oxysporum f. sp. passiflorae
- forme Fusarium oxysporum f. sp. phaseoli
- forme Fusarium oxysporum f. sp. pini
- forme Fusarium oxysporum f. sp. pisi
- forme Fusarium oxysporum f. sp. psidii
- forme Fusarium oxysporum f. sp. radicis-cucumerinum
- forme Fusarium oxysporum f. sp. radicis-lycopersici
- forme Fusarium oxysporum f. sp. ranunculi
- forme Fusarium oxysporum f. sp. rapae
- forme Fusarium oxysporum f. sp. raphani
- forme Fusarium oxysporum f. sp. rauvolfiae
- forme Fusarium oxysporum f. sp. rhois
- forme Fusarium oxysporum f. sp. ricini
- forme Fusarium oxysporum f. sp. sesami
- forme Fusarium oxysporum f. sp. spinaciae
- forme Fusarium oxysporum f. sp. strigae
- forme Fusarium oxysporum f. sp. tracheiphilum
- forme Fusarium oxysporum f. sp. tulipae
- forme Fusarium oxysporum f. sp. vanillae
- forme Fusarium oxysporum f. sp. vasinfectum
- forme Fusarium oxysporum f. sp. voandzeiae
- forme Fusarium oxysporum f. sp. zingiberi